# Salomėja Zaksaitė
Salomėja Zaksaitė ( Kaunas, Lituania, 25 de julio de 1985 ). Es una Maestro Internacional Femenino de ajedrez, jurista y criminóloga lituana.

## Educación
Zaksaitė  efectuó estudios de Derecho en la Universidad de Vilna, diplomándose (Magister Juris) en la misma en 2008, LLD (derecho penal, criminología) en 2012.

## Resultados destacados en competición
Fue la vicecampeona femenina de ajedrez de Lituania de 2013.